# Darilo
Z darilom (imenovanim tudi dar ali poklon) razumemo donacijo blaga od ene osebe drugi brez neposrednega nadomestila, ki bi izhajalo iz komercialne izmenjave z drugim blagom ali storitvijo z ekonomsko ocenljivo vrednostjo, tudi če samo darilo lahko vključuje pričakovanja ali povrnitve v smislu prestiža ali podobno. V mnogih človeških družbah je gesta medsebojne izmenjave daril manifestacija vzajemnosti, ki prispeva k družbeni koheziji. V nadaljevanju se lahko izraz »darilo« nanaša na vse, kar je storjeno svobodno in spontano, česar namen je narediti drugo osebo srečnejšo ali manj žalostno, na primer usluga, dejanje odpuščanja ali prijaznost.

## Bronisław Malinowski
Antropolog Bronisław Malinowski uporablja izraz »čisto darilo« za opredelitev brezinteresne oblike dajanja.

## Teorija daru Marcela Maussa
Francoski učenjak Marcel Mauss je v 1920. letih razvil teorijo daru z antropološkega vidika na podlagi rezultatov znanih etnografskih raziskav . Med spisi Marcela Maussa o »L'Année sociologique« (pozneje zbrani v zvezku v Eseju o daru. Oblika in razlog za izmenjavo v arhaičnih družbah.) so prispevki razmišljanj o kulturi, magiji ritualov, žrtvovanju in izmenjavi daril (na primer med Melaneziji in Polinezijci se zapestnice iz rdečih školjk izmenjujejo z zapestnicami iz belih školjk) za krepitev zaupanja ljudi, preprečevanje konfliktov in vojn. Po njegovi teoriji darilo, ne glede na to, ali je spontano, veže prejemnika na darovalca, ki čaka na njegovo vrnitev, saj je del sistema obveznosti in pravic, značilnih za družbo, ki ji pripada.

## Vzajemnost po Marshallu Sahlinsu
Antropolog Marshall Sahlins je po Maussovih stopinjah leta 1972 objavil esej »Ekonomija kamene dobe«, v katerem je analiziral transakcije v predmonetarnih družbah in razlikoval med tremi vrstami vzajemnosti: posplošeno vzajemnostjo, ki predstavlja izjemno solidarnost ; uravnoteženo vzajemnostjo, ki predstavlja neposredno in kontekstualno izmenjavo, ter  negativno vzajemnostjo, ki jo predstavlja menjava, usmerjena v čim večji osebni dobiček, v kateri skrajnost najdemo dejansko krajo.

## Teorija Jeana-Luca Mariona
Za Jeana-Luca Mariona je pravo darilo tisto, ki je dano neznancem.

## Darilna ekonomija
Z darilno ekonomijo razumemo obliko ekonomske menjave, ki temelji na uporabni vrednosti, to je zmožnosti blaga ali storitve, da zadovolji dano potrebo.